# Eduardo Charme Fernández
Eduardo Charme Fernández (Talca, 8 de octubre de 1854-Santiago, 10 de octubre de 1920) fue un médico, agricultor, parlamentario y ministro de estado chileno.

## Primeros años de vida
Hijo del ingeniero francés graduado de la Escuela Politécnica de París Philippe Auguste Charme de L´Isle y Beatriz Fernández Valenzuela. Hizo sus estudios en el Liceo de San Fernando y los terminó en el Instituto Nacional. Estudió para médico en la Escuela de Medicina de Santiago, hasta obtener su título el 18 de agosto de 1877.

### Matrimonio e hijos
Contrajo matrimonio con Amelia Prieto Muñoz, con quien tuvo doces hijos, entre ellos a Gustavo, que sería el abuelo de Alfredo Moreno Charme, exministro de estado y empresario; otro de sus bisnieto es Jorge Abbott Charme exfiscal nacional.

## Vida pública
Encontrándose como médico en las salitreras, incidentalmente reemplazó a los cirujanos del Ejército en la Guerra del Pacífico. 
En 1885 abandonó su profesión para entrar en negocios salitreros en la región de Tarapacá, donde fue propietario de las oficinas Amelia, Josefina y Santiago. 
Más tarde se trasladó al sur y se dedicó a las faenas agrícolas en las provincias de Colchagua, Curicó y O´Higgins, donde tuvo valiosas propiedades. 
Ingresó a la vida pública en 1903, como senador por la provincia de Colchagua, por el periodo 1903-1909; y en 1909 fue reelegido, por la misma provincia, para el periodo 1909-1915; y finalmente, por el periodo 1915-1921. (Presidente provisorio, el 15 de mayo de 1915; y presidente, el 2 de junio de 1915); en este periodo perteneció a la Comisión de Policía Interior. 
Perteneció al partido Liberal Doctrinario. Fue miembro de la Junta Ejecutiva del partido. 
En el Gobierno del Presidente Riesco, tuvo a su cargo las Carteras de Industria y Obras Públicas, e incidentalmente, la de Instrucción, por licencia de dos meses del ministro que la desempeñaba. 
Durante el Gobierno del Presidente Pedro Montt fue Ministro de Industria en el Gabinete con que este mandatario inauguró su administración. En 1909 fue llamado al Ministerio del Interior por el mismo Presidente Montt. 
El Presidente Ramón Barros Luco lo nombró Ministro del Interior, cargo que sólo pudo desempeñar por contados días hasta septiembre de 1914, por razones de política partidarista. 
Su salud estaba resentida desde hacía tiempo. Era aún senador y además consejero de Estado, cuando dejó de existir, de un violento ataque cardíaco. 
Fue parte del grupo político chileno los evangelistas (1915-1920) bajo el Gobierno del Presidente Juan Luis Sanfuentes.

## Legado
Por querer que la ciudad de San Fernando tuviese un Liceo para mujeres, el liceo lleva actualmente su nombre Liceo de Niñas Eduardo Charme de San Fernando.